# 島口大樹
島口 大樹（しまぐち だいき、1998年8月13日 - ）は、日本の小説家。埼玉県上尾市生まれ。埼玉県立熊谷高等学校を経て、横浜国立大学経営学部卒業。現在会社員。

## 経歴
2021年、「鳥がぼくらは祈り、」で第64回群像新人文学賞を受賞しデビュー。同作は単行本化され、第43回野間文芸新人賞候補に選ばれる。2022年、「オン・ザ・プラネット」で第166回芥川龍之介賞候補。

## 作品リスト

### 単行本
- 『鳥がぼくらは祈り、』（2021年7月 講談社 ISBN 978-4-06-524307-7 / 2023年6月 講談社文庫 ISBN 978-4-06-532128-7）
  - 初出:『群像』2021年6月号
- 『オン・ザ・プラネット』（2022年1月 講談社 ISBN 978-4-06-526945-9）
  - 初出:『群像』2021年12月号
- 『遠い指先が触れて』（2022年8月 講談社 ISBN 978-4-06-528843-6）
  - 初出:『群像』2022年6月号
- 『若き見知らぬ者たち』（2024年8月 講談社文庫 ISBN 978-4-06-536606-6）
  - 文庫書き下ろし、内山拓也監督の映画『若き見知らぬ者たち』のノベライズ。
- 『ソロ・エコー』（2025年7月 講談社 ISBN 978-4-06-540142-2）
  - 初出:『群像』2025年5月号

### 単行本未収録作
小説
- 「光の痕」 - 『文學界』2022年12月号
- 「一〇四の夏」 - 『文學界』2025年8月号

エッセイ・書評
- 「異国のその街とここ」 - 『文學界』2022年3月号
- 「「普通」から「普通」へと移ろう」（金原ひとみ『ハジケテマザレ』書評） [5] - 『群像』2023年11月号
- 「映像の前で」 - 『群像』2024年11月号
- 「複層する世界における呼びかけとその可能性」（上田岳弘『多頭獣の話』書評） - 『新潮』2025年2月号
- 「記録と忘却のあわいへと分け入る眼差し」（柴崎友香『帰れない探偵』書評） - 『群像』2025年8月号
- 「本の名刺 ソロ・エコー」[6] - 『群像』2025年8月号